# جنیوا کار
جنیوا کار (انگلیسی: Geneva Carr؛ زادهٔ ۶ مهٔ ۱۹۷۱) بازیگر پرکار سینما و تئاتر اهل ایالات متحده آمریکا است. وی از سال ۱۹۹۷ میلادی تاکنون مشغول فعالیت بوده‌است و یک‌بار نامزد دریافت جایزه تونی بهترین بازیگر زن در یک نمایشنامه بوده است.
از فیلم‌ها یا مجموعه‌های تلویزیونی که وی در آن‌ها نقش داشته‌است، می‌توان به واندر ویل، رستوران، واندر ویل و پیچیده است اشاره نمود.
وی نامزد دریافتِ جایزه تونی بابت «بهترین هنرپیشه زن تئاتر» بوده‌است.